# NGC 2640
NGC 2640 è una galassia lenticolare situata nella costellazione della Carena, a una distanza di circa 60 milioni di anni luce dalla nostra Via Lattea.

## Scoperta
La galassia è stata scoperta il 26 febbraio 1835 dall'astronomo britannico John Herschel.